# غار سروه
اشکفت سروه مربوط به دوره نوسنگی است و در شهرستان خرم‌آباد، بخش ویسیان، دهستان شوراب، روستای غلامان سفلی واقع شده و این اثر در تاریخ ۲۸ اسفند ۱۳۸۵ با شمارهٔ ثبت ۱۸۵۸۶ به‌عنوان یکی از آثار ملی ایران به ثبت رسیده است.